# Brzoza Ermana
Brzoza Ermana (Betula ermanii Cham.) – gatunek drzewa z rodziny brzozowatych (Betulaceae Gray). Występuje w stanie dzikim w północno-wschodniej Azji (Kamczatka, Sachalin, część Syberii, Hokkaido, Honsiu, Sikoku, Korea, Chiny).

## Morfologia

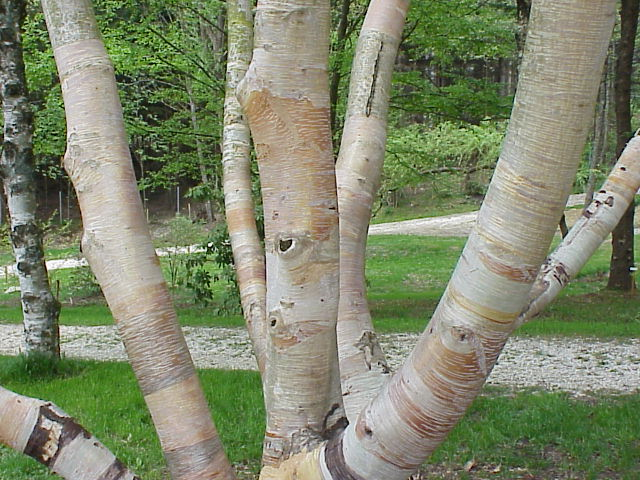
Kora

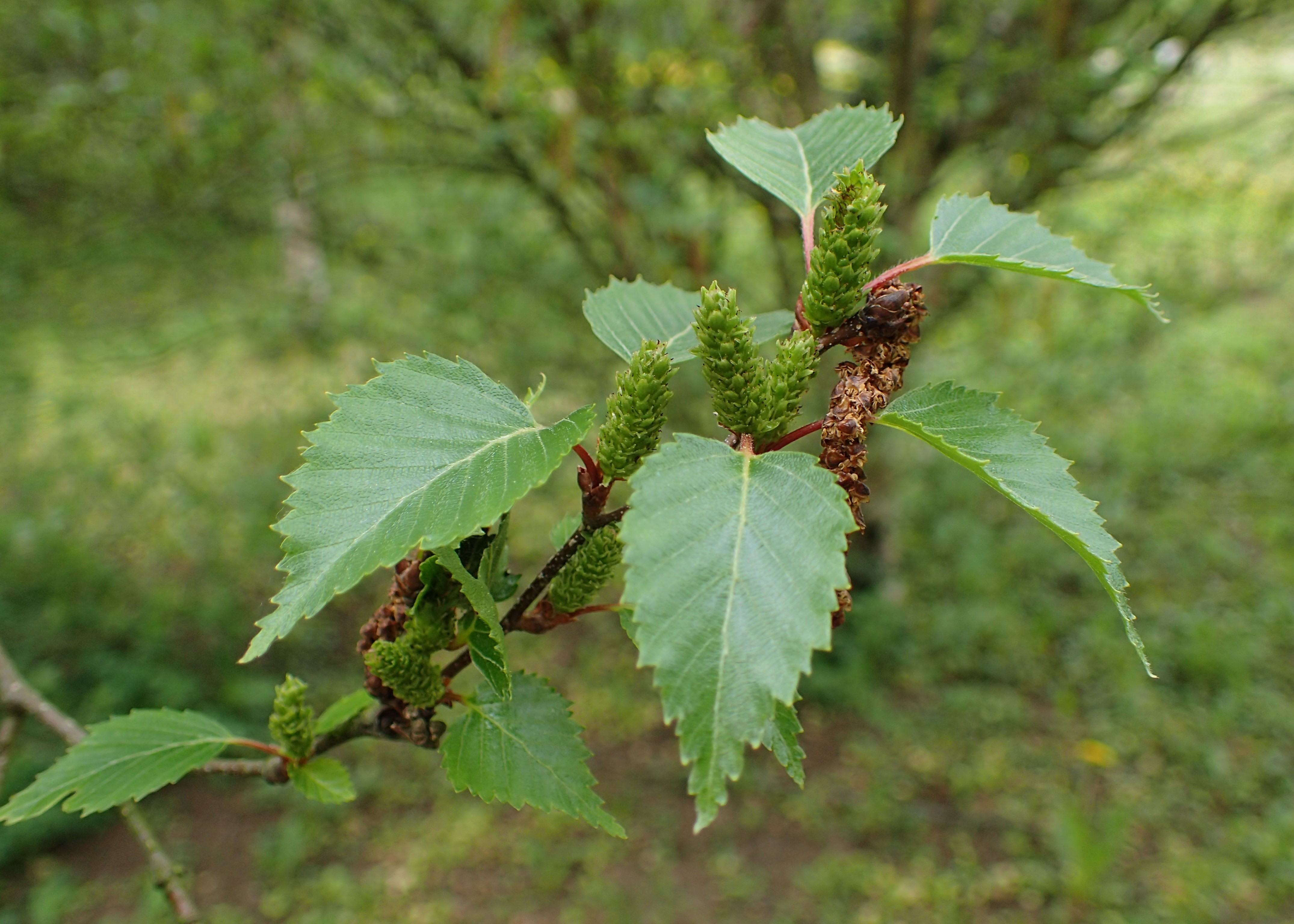
Liście i kwiatostany

PokrójDrzewo dorasta do 22 m. Korona gęsta i szeroka, wcześnie wiosną zazieleniająca się.
PieńKora wa jaskrawo złocistobiałą barwę, czasami bywa różowawa, rzadziej jaskrawopomarańczowa. Złuszcza się okrężnie dużymi zwisającymi płatami.
pędyGałązki są gruczołkowate. Młode pędy są owłosione, lecz szybko stają się nagie.
LiścieTrójkątnojajowate, bądź sercowate, w miarę regularne. Mają 4–14 cm długości i 3–10 cm szerokości. Z wierzchu ciemnozielone i początkowo owłosione, lecz szybko stają się nagie. Od spodu są owłosione w kącikach nerwów. Wierzchołki liści są ostro zakończone. Brzeg liściowy jest podwójnie, nierównomiernie ostro ząbkowane. Zwykle posiadają 7–11 par nerwów, równolegle i blisko siebie ułożonych. Ogonki liściowe są zwykle nagie.
KwiatyKwiaty zebrane w kwiatostany zwane kotkami. Są wyprostowane. Zimą kotki męskie są grube i posiadają gładkie łuski.
OwoceOwocostany pojedyncze, wyprostowane, prawie siedzące, długie 2–4 cm. Orzeszki owłosione przy szyjkach słupka, skrzydełka wąskie. Łuski częściowo pozostają przez zimę na kotkach.

## Biologia i ekologia
W ojczyźnie górskie drzewo leśne. Tworzy drzewostany mieszane ze świerkiem ajańskim i drzewami liściastymi, lub lite jednogatunkowe. Jest wiatropylna i wiatrosiewna. Jest drzewem szybkorosnącym.

## Zastosowanie
- Drewno w ojczyźnie używane do produkcji mebli, w rzeźbiarstwie, także do produkcji papieru i na opał.
- Roślina ozdobna. Do uprawy jako drzewo ozdobne wprowadzona w 1880 roku w Rosji. W Polsce od końca XIX w. Wytrzymała na mrozy i może być uprawiana w całym kraju. Podstawowy efekt ozdobny daje gładki, jasnobiały lub żółtawowiśniowy pień. Wymaga gleb żyźniejszych i stosunkowo wilgotnych, źle rośnie na piaskach i torfach.